# Mukō, Kyōto
Mukō (向日市 Mukō-shi) là một thành phố thuộc phủ Kyōto, Nhật Bản.